# Zvi Griliches
Zvi Griliches est un économiste né le 12 septembre 1930 à Kaunas en Lituanie et décédé le 4 novembre 1999 à Cambridge dans le Massachusetts.

## Biographie
Il est né à Kaunas d'un famille juive russophone. En 1941, sa famille et lui sont enfermés au ghetto de Kovno jusqu'à ce qu'en 1944, les nazis évacuent le ghetto. Ils sont envoyés au Camp de concentration de Dachau. Son père et sa mère y moururent en 1945. Il y survécut jusqu'à l'arrivée des troupes américaines en mai 1945. En 1947, il s'installe en Palestine mandataire. Il sert à Tsahal et il apprend l'hébreu. Il étudie à l'Université hébraïque de Jérusalem et part aux États-Unis à l'Université de Californie à Berkeley en section économie. Il se rend ensuite à l'université de Chicago où il devient bientôt l'un des plus importants experts en économétrie des États-Unis et des recherches empiriques sur l'innovation et la R&D.  
Il fut également professeur d'économie à l'université Harvard  et reçut la médaille John Bates Clark, la plus prestigieuse après le prix Nobel, à l'âge de 35 ans. 